# Théâtre Royal des Galeries
Het Théâtre royal des Galeries is een Brussels theater, gevestigd in de Koninklijke Sint-Hubertusgalerijen. Het wordt gesubsidieerd door de Fédération Wallonie-Bruxelles. Vanaf de oprichting in 1847 heeft het doorlopend plaats geboden aan theateractiviteiten.

## Gebouw
Het theater werd oorspronkelijk ontworpen door Jean-Pierre Cluysenaar. Nadat het in 1951 vernield werd, werd het door architect Paul Bonduelle heropgebouwd en vernieuwd.

## Programmatie
Aanvankelijk programmeerde het theater romantisch drama, melodrama en operette. In de eerste helft van de twintigste eeuw was de programmatie avant-gardistisch en bracht het onder andere Russisch ballet.
Sinds 1953 kan men er voorstellingen bijwonen van de door de Federatie Wallonië-Brussel gesubsidieerde Compagnie des Galeries, opgericht door Jean-Pierre Rey. Hun repertoire omvat boulevardtoneel en stukken van Belgische auteurs, variërend van drama tot komedie. Bovendien verzorgt la Compagnie een satirische eindejaarsrevue.
Met haar enorme repertoire zorgde dit theater voor naamsbekendheid van zijn acteurs tot ver buiten Brussel, vooral dankzij het in 1978 door de RTBF opgenomen en uitgezonden blijspel Het Trouwfeest van Juffrouw Beulemans. Deze in België en in het buitenland uitgezonden komedie bracht sterren als Christiane Lenain, Jacques Lippe en Ania Guedroitz ten tonele.
In 2016 ontving de Compagnie een werkingssubsidie van € 876.273,55. Hiervoor moest het theater minstens 25 verschillende stukken programmeren waarvan minstens vijf van Belgische auteurs, en minimaal 120.000 betalende bezoekers hebben.

## Bekendheden van het Théâtre des Galeries
- Pascal Racan
- Maria del Rio
- Pierre Pigeolet
- Martine Willequet
- Louise Rocco
- Bernard Lefrancq
- Marc De Roy
- Cécile Florin
- Daniel Hanssens
- Marcelle Dambremont
- Fernande Dépernay
- Lucien Fonson en Aimé Declercq, eerste regisseurs
- Ania Guedroitz
- Christiane Lenain
- Jacques Lippe
- Jean-Pierre Loriot
- Serge Michel
- Jean-Pierre Rey
- Robert Roanne

## Bereikbaarheid
Het theater is bereikbaar via Station Brussel-Centraal en metrostation De Brouckère.